# Poecilotriccus luluae
Poecilotriccus luluae là một loài chim trong họ Tyrannidae.